# Шемякін Михайло Михайлович

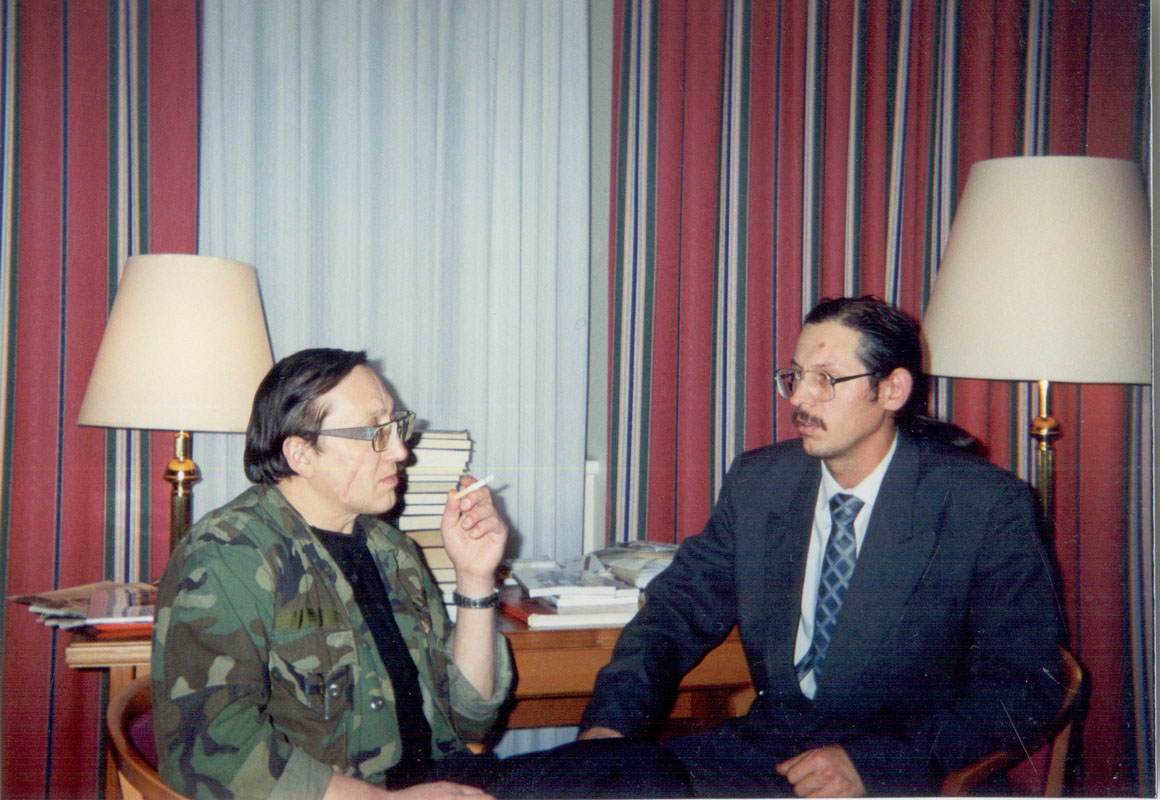
Михайло Шемякін та Анатолій Коненко

Михайло Михайлович Шемякін (нар. 4 травня 1943, Москва, РРФСР) — російський і американський художник, скульптор. Лауреат Державної премії Російської Федерації, народний художник Кабардино-Балкарії, народний художник Адигеї, почесний доктор ряду вищих навчальних закладів.

## Біографія
Значна частина дитинства пройшла в НДР. В 1957, у віці 14 років повернувся в СРСР, в Ленінград, де був прийнятий в середню художню школу при Інституті живопису, скульптури та архітектури імені І. Ю. Рєпіна, де навчався з 1957 по 1961 рік. Був відрахований за «естетичне розбещення» однокурсників і невідповідність нормам соцреалізму.
З 1959 по 1971 рік працював листоношею, вахтером, протягом п'яти років працював такелажником в Ермітажі.
У 1962 році в клубі російського журналу «Зірка» відкрилася перша виставка. У 1967 році заснував групу художників «Петербург». Разом з філософом Володимиром Івановим створив теорію метафізичного Синтетизму, присвячену пошукам нових форм іконопису, заснованих на вивченні релігійного мистецтва різних епох і народів. Два роки був послушником в Псково-Печорському монастирі.
Після численних арештів виставок, конфіскацій робіт і примусових заходів медичного характеру в психіатричних лікарнях в 1971 році був вигнаний з СРСР. На думку Шемякіна, ініціатором переслідування часто були не правоохоронні органи, а Спілка художників СРСР.
Після вигнання з СРСР жив в Парижі, в 1981 році переїхав до Нью-Йорка. У Парижі влаштовував виставки і публікував роботи своїх колег — російських художників і письменників-нонконформістів. У жовтні 1990 року підписав «Римське звернення».
Розпочаті в 1960-і роки дослідження мистецтва всіх часів і народів виросли в колекцію образів, структурованих за технічними, історичними і філософськими категоріями, за що був удостоєний п'яти почесних докторських ступенів. Ця колекція стала основою для створення Інституту філософії та психології творчості (Франція).
У 2000 році заснував Уявний музей в місті Хадсон, штат Нью-Йорк, де організовуються виставки по тематиці досліджень. У 2002—2003 роках створив для російського каналу «Культура» 21 серію циклу «Уявний музей Михайла Шемякіна». З 2009 року в Фонді художника Михайла Шемякіна в Санкт-Петербурзі організовує виставки за матеріалами своїх досліджень. У 2013 році випустив перші каталоги підсумків досліджень.